# François Lesné
François Lesné, abbé de Sainte-Catherine de Laval, religieux français.

## Origine
Sur sa famille, deux parents, Jean et David Lesné, faisaient partie, comme lui, du prieuré-cure et
conventuel d'Olivet. L'abbé Angot, grâce à deux documents du chartrier de Maineuf, obtient des données un peu plus précises sur son origine,. Pour l'abbé Angot, il paraît d'origine bretonne, de la Guerche peut-être ou des
environs,.

## Biographie

### Famille de Laval
François Lesné fut un serviteur zélé et intelligent de Guy XV de Laval, il avait été attaché à la personne de Nicolas de Laval, son neveu, et qui devait être son successeur. 
Il existe une lettre de François Lesné, tuteur de Nicolas de Laval, adressée à Jeanne de Laval, tante de son pupille, reine de Sicile et de Jérusalem, dans laquelle il le lui recommande et prie cette généreuse dame de venir en aide au jeune écuyer qui voulait, en juin 1493, suivre le roi dans une campagne et n'avait pas « ung blanc » pour s'équiper et pas d'espoir du côté de la cour.

### Abbaye de Sainte-Catherine
À l'époque où il écrivait cette lettre, François Lesné venait d'être pourvu du prieuré de Sainte-Catherine de Laval. Grâce à son influence, il trouva moyen de faire ériger en abbaye son prieuré, simple dépendance de l'abbaye de la Réal en Poitou, et de lui faire annexer les prieurés du Port-Ringeard et d'Olivet. Cet établissement, il est vrai, ne dura pas. L'abbé de la Réal, qui l'avait approuvé d'abord, se rétracta ; mais enfin, pendant sa vie, François Lesné jouit de son titre. 
On a plusieurs actes de ce prieur. En 1493, il termine avec le prieur de l'abbaye de Marmoutier, pour le prieuré de Louvigné, un procès concernant la métairie des Roches dans la même paroisse. L'acte est du dernier jour de juin de l'année 1496.

### Sceau
Il eut un sceau où il est qualifié abbé, sceau que Louis-Julien Morin de la Beauluère avait lu très inexactement, mais qu'Ernest Laurain a reproduit correctement dans le premier volume du Cartulaire Manceau de Marmoutier,.

### Décès
L'abbé Lesné était licencié en droit. L'œuvre qu'accomplit l'abbé Lesné fut la reconstruction de son monastère, dont on peut voir encore une tourelle hexagonale et un corps de bâtiments. C'est ce dont Guillaume le Doyen le loue dans la note nécrologique qu'il lui consacre.

## Source
- Abbé Angot, Monseigneur Pierre de Laval, 1913  ;